# Dazaifu
Pour l’article homonyme, voir Dazaifu (gouvernement).
Dazaifu (太宰府市, Dazaifu-shi) est une ville située dans la préfecture de Fukuoka, au Japon.

## Géographie

### Situation
Dazaifu est située dans le centre-ouest de la préfecture de Fukuoka, au pied du mont Hōman.

### Municipalités limitrophes
| Ōnojō      | Umi        | Umi        |
| Ōnojō      | Dazaifu    | Chikushino |
| Chikushino | Chikushino | Chikushino |

### Démographie
En mai 2020, la population de Dazaifu s'élevait à 71 821 habitants, répartis sur une superficie de 29,60 km2.

### Climat
Dazaifu a un climat subtropical humide. La température annuelle moyenne est de 14,9 °C. Les précipitations annuelles moyennes sont de 1 766 mm, juin étant le mois le plus humide.

## Histoire
Dazaifu est l'endroit où le gouvernement central de Kyūshū s'est installé de la fin de l'époque de Nara jusqu'à la période Muromachi.
La ville moderne de Dazaifu a été officiellement créée le 1er avril 1982.

## Culture locale et patrimoine

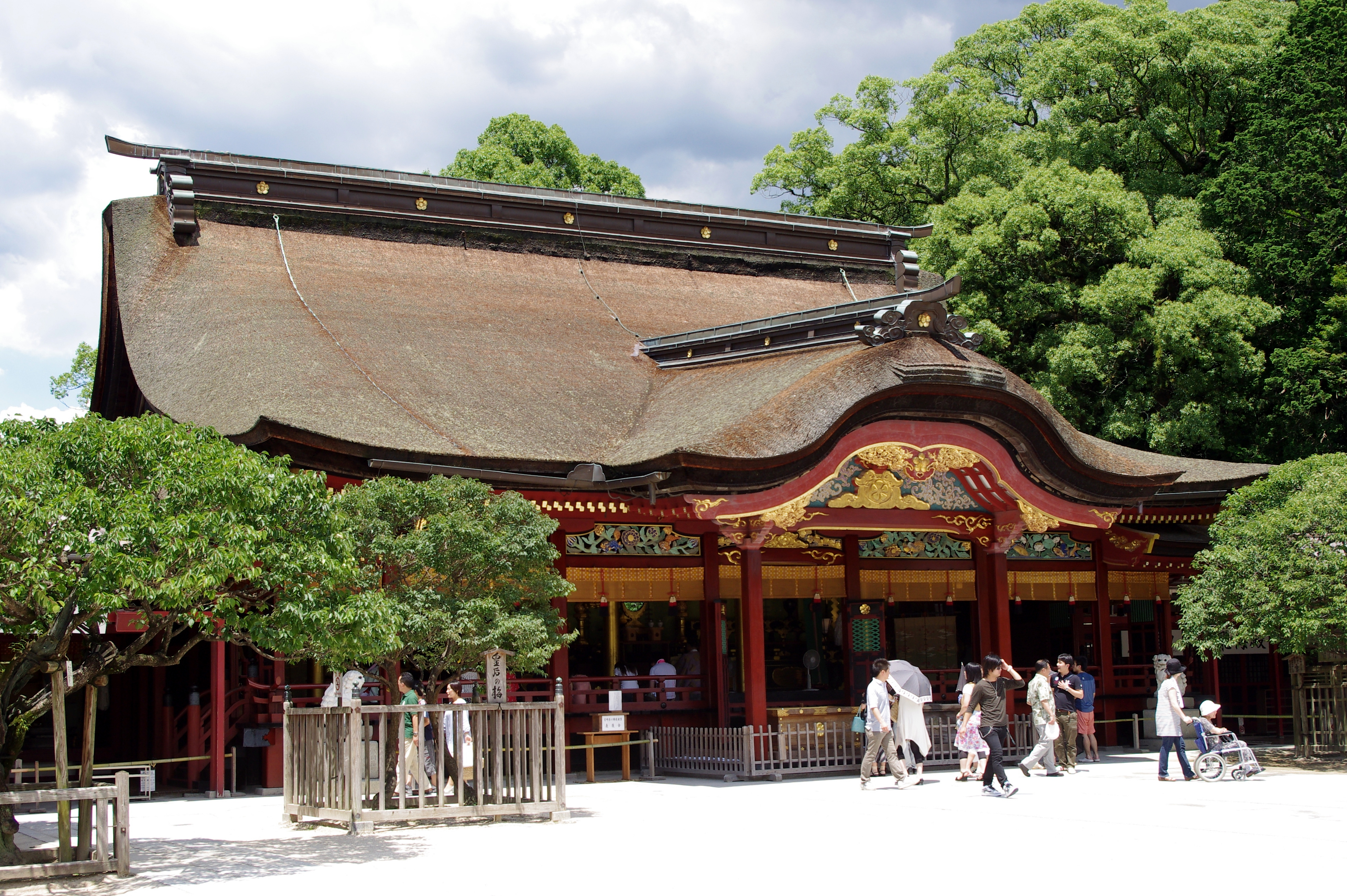
Le sanctuaire shinto Dazaifu Tenman-gū.

Dazaifu abrite le Dazaifu Tenman-gū, un sanctuaire shinto construit autour la tombe de Sugawara no Michizane. C'est un des principaux sanctuaires dédiés à Tenjin, forme déifiée de Michizane.
Le musée national de Kyūshū se trouve à Dazaifu.

## Transports
Dazaifu est desservie par la ligne principale Kagoshima de la JR Kyushu et par les lignes Tenjin Ōmuta et Dazaifu de la Nishitetsu. La gare de Dazaifu est la principale gare de la ville.